# Lukavec (kraj Wysoczyna)
Lukavec – gmina w Czechach, w powiecie Pelhřimov, w kraju Wysoczyna. 1 stycznia 2014 liczyła 1018 mieszkańców.